# Житлово-комунальне господарство Миколаївської області

## Загальні відомості
Миколаївська область займає площу 24,6 тис. км². В області налічується 19 адміністративно-територіальних районів, 5 міст обласного та 4 районного значення, 17 селищ міського типу та 894 сільських населених пунктів, об’єднаних у 287 сільських рад, в яких проживають 1187,3 тис. чоловік. Міське населення становить 803,4 тис. чоловік (68%), сільське населення – 383,9 тис. чоловік (32%).
Житлово-комунальні послуги надають 1112 суб’єктів  господарювання різних форм власності з врахуванням організаційно-правових форм ОСББ та ЖБК.
Протяжність автомобільних доріг комунальної власності 7830,5 км. В області налічується 985 кладовищ, 506 сміттєзвалищ твердих побутових відходів, загальною площею 565 га, в т.ч. 28 в містах та селищах міського типу.
Протяжність електричних мереж зовнішнього освітлення 3843,5 км, площа зелених насаджень становить 9,7 тис. га, в тому числі загального користування 3,0 тис. га.
Централізоване водопостачання мають 418 населених пунктів, 37 централізоване водовідведення, централізоване теплопостачання  - 6 населених пунктів.
В міських поселеннях водопроводом обладнано 74,6 % загальної площі житла, в сільській місцевості 31,5 %; каналізацією відповідно 74,3 % та 22,2 %; ваннами (душовими) – 70 % і 17,8 %, гарячим водопостачанням – 70,1 % і 18 %.
Загальна первісна вартість основних фондів житлового господарства становить 11,5 млрд грн. 

## Житловий фонд
Житловий фонд області налічує 5775 багатоквартирних будинків та 266 тис. приватних житлових будинків, загальною площею 25,9 млн м².
Багатоквартирний житловий фонд розподіляється на 4982 житлових будинків комунальної власності,  707 житлових будинків входить до складу 655 об'єднань співвласників багатоквартирних будинків, 36 житлових будинків мають статус житлово-будівельних кооперативів.
Загальна площа житлових будинків становить 25,9 млн кв.м, в тому числі міський житловий фонд 17,0 млн кв.м, сільський житловий фонд 8,9 млн кв.м.
Житловому фонд майже на 98 % приватизований.
На початок 2010 року на кожного жителя області припадало в середньому 21,4 кв.м загальної площі, в тому числі в міських поселеннях – 20,7 кв.м, у сільській місцевості – 22,9 кв.м.
Утриманням житлових будинків та прибудинкових територій займається 43 комунальних підприємства, в тому числі 3 дирекції єдиного замовника, 19 приватних суб’єктів господарювання, 29 відомчих, 655  ОСББ та 36 ЖБК.
В порівнянні з середнім рівнем створення ОСББ на 10 тис. міського населення по Україні, що становить 2,6 %, в Миколаївській області він  становить 6,5 %.
В містах Баштанка, Нова Одеса забезпечено 100 % охоплення житлового фонду об'єднаннями співвласників із створенням відповідних міських асоціацій, сервісних служб з обслуговування житла.

## Теплопостачання

### Котельні
В Миколаївській області функціонує 34 підприємства, які виробляють теплову енергію та забезпечують опалення житлових будинків і об’єктів соціальної сфери. Підприємствами теплопостачання експлуатується 197 котелень. Більшість – майже 92 %, котелень теплопостачальних підприємств є дрібними опалювальними котельними з малоефективними, морально і фізично зношеними котлами, з низьким ККД, застарілою автоматикою і пальниковими пристроями, що обумовлює значні перевитрати палива. Основним видом палива для котелень є природний газ, частка якого становить 85 % від загальних обсягів всіх видів палива.
За 2004-2005 роки техніко-економічні показники роботи котелень дещо поліпшились. Намітилась тенденція до скорочення питомих витрат палива на відпущену з колекторів теплову енергію з 170,07 кг у. п./Гкал у 2000 році до 164,5кг у. п./Гкал у 2005 році, або на 3,3 %.
Це відбулося за рахунок виведення з експлуатації 5 неефективних котелень, впровадження нових енергозберігаючих технологій у виробництві теплової енергії.
На окремих котельнях витрати палива на одиницю теплової енергії становлять 220…250 кг у. п., а собівартість перевищує 100 грн. за 1 Гкал.
Теплопостачальними підприємствами в 2005 році спожито 171,6 млн куб. метрів природного газу загальною вартістю 37,9 млн грн. та 65,0 млн кВт годин електричної енергії загальною вартістю 3,4 млн грн.

### Теплові мережі
Найвразливішою ланкою в системі централізованого теплопостачання є теплові мережі, загальна протяжність яких в області становить 235,5 км у двотрубному обчисленні. Із загальної кількості теплових мереж підприємствам належить 56,8 км або 24,0 %. Підприємствам комунальної теплоенергетики належить 178,7 км теплових мереж або 76,0 %.
Тепломережі прокладені переважно в непрохідних залізобетонних каналах різних конструкцій з ізоляцією із мінеральної вати, не захищені від проникнення вологи, ґрунтових вод з супутніх комунікацій. Це призводить до інтенсивної корозії металу труб та інших пошкоджень трубопроводів.

Такий стан теплових мереж обумовлює великі втрати при транспортуванні теплової енергії. Втрати тільки в трубопроводах тепломереж обласного комунального підприємства становлять 25 % та зросли в порівнянні з 2000 роком на 10 %.
Оцінка стану теплових мереж за даними різних експертів, свідчить, що понад 15 % теплових мереж перебувають у аварійному стані та близько 40 % вже виробила свій амортизаційний ресурс.
Ще більшу зношеність, близько 70 % мають розподільні мережі житлових будинків та об’єктів соцкультпобуту.

## Водопровідно-каналізаційне господарство
Утримання і обслуговування об’єктів водопровідно-каналізаційного господарства області здійснюють 278 суб'єктів господарювання різних форм власності.
За останні роки набули розвитку форми самоорганізації населення по утриманню об’єктів водопостачання в сільській місцевості - товариства водокористувачів.
Одночасно, до технічного обслуговування об’єктів водопровідно-каналізаційного господарства залучені приватні підприємства та підприємці в переважній більшості на територіях сільських рад, де відсутні комунальні підприємства, яких налічується близько 136.
В цілому по області суб’єктами господарювання різних форм власності забезпечується експлуатація 7046,1 км мереж водопостачання, 1515,4 км мереж водовідведення, 903 насосних станції водопроводу, 58 насосних станцій каналізації, очисних споруд водопроводу загальною потужністю 350,0 тис.куб.м на добу та споруд очистки стоків 255,5 тис.куб.м на добу.

### Централізоване водопостачання
З 920 населених пунктів області 418 забезпечені централізованим водопостачанням, в тому числі 9 міст обласного та районного значення,   17 селищ міського типу, 418 сільських населених пунктів, що відповідає середньому рівню забезпеченості водопроводами  45,2%.
Кількість населених пунктів забезпечених централізованим водопостачанням поступово збільшується:  
- 2007 рік - 398,
- 2008 рік - 409,
- 2009 рік - 418.

352 населених пункти забезпечуються водою з локальних артсвердловин та шахтних колодязів, 150 населених пунктів повністю або частково користуються привізною водою.
Для водопостачання населення використовуються 502 водопроводи, 935 артезіанських свердловин, з яких 749 одиниць (80% в сільській місцевості), 2967 вуличних колонок, 6 колективних установок очистки води (бюветів) в містах Миколаєві, Баштанці, смт Єланець.
Водопостачання населення міст Миколаєва, Первомайська, Баштанки, Южноукраїнська, Нового Бугу здійснюється з поверхневих джерел водопостачання: міст Вознесенська, Очакова, Нової Одеси, Снігурівки, райцентрів та сільських населених пунктів - з підземних водозаборів.
Загальна протяжність існуючих водопровідних мереж у міських населених пунктах становить 3731,8 км, в т.ч. ветхих та аварійних 937,1 км або 24,4%.
Протяжність існуючих водопровідних мереж у сільських населених пунктах становить 3314,3 км, в т.ч. ветхих та аварійних 1228,3 км або 37%.

### Централізоване водовідведення
В області системою централізованого водовідведення забезпечені лише 8 міст обласного та районного значення, 11 селищ міського типу (57%) та  17 (2%) сільських населених пунктів.
На початок 2010 року загальна протяжність каналізаційних мереж становила 1515,4 км проти 1437 км на початок 2004 року, в т.ч. в містах -1366,9 км, у сільських населених пунктах 148,5 км.
Кількість ветхих та аварійних мереж у міських населених пунктах  128,8 км (9,4 %), у сільських населених пунктах 26,3 км (17,7 %).
Установлена пропускна спроможність мереж каналізації 338,3 тис.куб.м на добу при відповідній потужності очисних споруд 225,6 тис.куб.м на добу, що свідчить про випереджаючі темпи розвитку систем водовідведення над системами очистки стічних вод.
Утримання і обслуговування об’єктів водопровідно-каналізаційного господарства області здійснюють 278 суб'єктів господарювання різних форм власності.

## Транспорт
Експлуатаційна довжина:
- Залізничних колій                                                    - 710,1 км

в тому числі електрифікованих                                                     - 245,8 км
- Тролейбусних ліній ( в одноколійному обчисленні)                   - 57,9 км
- Трамвайних ліній 					                              - 73,2 км
- Автомобільних шляхів загального користування                        - 4865,7 км

в тому числі з твердим покриттям	                                        - 4852,6 км
- Щільність залізничних колій на 1 тис. кв.м. території                - 28,9 км

в тому числі  залізних колій на електровозній тязі                      - 10,0 км
- Автомобільних шляхів державного значення                               - 617,6 км
- Кількість мостів на шляхах загального користування                   - 248 од.
- Кількість шляхопроводів                 			                     - 13 од.